# European Media Art Festival
Das European Media Art Festival, kurz: EMAF, ist ein Festival für Film und Medienkunst, das jährlich in Osnabrück / Niedersachsen stattfindet. Das Festival zeigt ein vielschichtiges Programm aus Kurz- und Langfilmen, Dokumentationen, Retrospektiven, Sonderprogramme und Performances. Das EMAF organisiert jährliche eine Ausstellung in der Kunsthalle Osnabrück, veranstaltet eine Konferenz sowie einen Media-Campus für Arbeiten aus den Hochschulen. Ziel des EMAF ist, die Strömungen der zeitgenössischen audio-visuellen Kunst aufzuzeigen.

## Organisation
Träger des Festivals ist der Experimentalfilm Workshop e. V., der 1981 gegründet wurde. Heute wird das Festival von Katrin Mundt und Alfred Rotert geleitet.

## Geschichte
Das Festival basiert auf der Veranstaltung „Internationaler Experimentalfilm Workshop“, die von 1981 bis 1987 organisiert wurde. 1988 erfolgte die Umbenennung in European Media Art Festival.
Hinzu kamen die Präsentationen von video- und computerbasierten interaktiven Installationen im Ausstellungskontext des Festivals. In den späten 1990er Jahren öffnete sich das Festival für Arbeiten im und über das Internet, die als Netzkunst bezeichnet werden.
2012 fand ein Jubiläumsfestival statt bei dem z. B. Peter Weibel, Gerhard Johann Lischka u. a. auf die allgemeine Veränderung in der Mediennutzung, die Auswirkungen auf künstlerisches Arbeiten und auf die Bedeutung von Netzwerken eingingen.
Das Festival reflektiert auch immer aktuelle politische Ereignisse und Inhalte. Die Revolutionen im arabischen Raum waren 2012 Thema, 2013 die Überwachung durch Geheimdienste und andere staatliche Behörden.
In Kooperation mit weiteren Partnern beteiligte sich das Festival an dem Archivprojekt „mediaartbase.de“ und führte in Zusammenarbeit mit europäischen Partnern das Projekt DCA durch, das mit dem Kulturportal Europeana kooperiert.
Jährlich werden Projekte zur Stärkung der Medienkompetenz Jugendlicher veranstaltet.
Das EMAF ist Gründungsmitglied der AG Kurzfilm und Mitglied im Bundesverband kommunale Filmarbeit.

## Programmsektionen
Das EMAF besteht aus einem Kinofestival, einer Ausstellung und einem begleitenden Kongress zu dem Festivalthema.

### Film- und Videokunst
Zentrale Säule ist das Film- und Videokunst-Programm, das sich in die Sektionen Internationale Film- und Video-Auswahl, thematische Reihen und Retrospektiven gliedert.

### Ausstellungen
Wichtiges Element des EMAF ist die Ausstellung in der Kunsthalle Osnabrück, einer gotischen Kirche. Über einen Zeitraum von vier Wochen werden hier Film- und Video-Installationen sowie teils interaktive und raumgreifende Arbeiten von renommierten, internationalen Künstlern, aber auch dem medienkünstlerischen Nachwuchs präsentiert.

### Konferenzen
Jährlich werden thematische Konferenzen wie „Larger than Life - Art and Biotechnologies“, „Identity“, „document“ veranstaltet. 2014 war die Überwachung durch Geheimdienste und andere staatliche Behörden unter dem Titel „We - the enemy“ Thema der Konferenz und des Festivals.

### Performances
Im Performancebereich wurden Arbeiten von De La Guarda, Ryoichi Kurokawa, Ei Wada und Eric Hobijn gezeigt.

### INIT (Media-Campus)
Die Festival-Plattform für die Präsentation von Arbeiten aus den Hochschulen wird jährlich von Studierenden aus kooperierenden Hochschulen selbst organisiert.

### Preise
Auf dem Festival wird der EMAF-Award für eine richtungsweisende Arbeit in der Medienkunst, der Newcomer Award und der Dialogpreis des Auswärtigen Amtes zur Förderung des interkulturellen Austausches vergeben. Zudem verleiht die Jury des Verbands der Deutschen Filmkritik e. V. (VDFK e. V.) den EMAF-Medienkunstpreis.

### Projekte
Des Weiteren organisiert das EMAF verschiedene Medienkunstprojekte wie Kurzfilmreihen und DVD-Editionen, beteiligt sich an internationalen Veranstaltungen und führte Veranstaltungen und Produktionen zur VJ Kultur, wie die Fernsehproduktion „VJ Nights“ mit DJ Spooky und Alec Empire, durch.

### Archiv
Das Festival verfügt über ein Archiv, in dem Experimentalfilme, Videokunst und Medienkunstarbeiten auf verschiedenen Materialträgern aus der Zeit seit dem ersten  Festival 1981 bis zur Gegenwart aufbewahrt sind.

## Themen
Seit dem Jahr 2000 findet das Festival unter einem medienpolitischen, gesellschaftlichen, ästhetischen oder künstlerisch relevanten Thema oder Motto statt.
- 2000: //Now Future
- 2001: Inside Outside
- 2002: Colour
- 2003: Larger than Life
- 2004: Transmitter
- 2005: document
- 2006: Smart Art
- 2007: 20 Years of Being Confused
- 2008: Identity
- 2009: The future lasts longer than the past
- 2010: Mash Up
- 2011: This is Media Art
- 2012: 25 years Jubilee
- 2013: Mapping
- 2014: We, the enemy
- 2015: Irony - subversive interventions in media art
- 2016: The Future of Visions: Don’t expect anything
- 2017: Push[4]
- 2018: Report - Notizen aus der Wirklichkeit[5]
- 2019: Wild Grammar[6]
- 2020: First Person Plural
- 2021: Possessed
- 2022: The Thing Is
- 2023: Trembling Time
- 2024: Feelers, Sensors
- 2025: Witnessing Witnessing